# Más vale tarde (Chile)
Más vale tarde fue un programa de entrevistas chileno emitido por Mega, conducido por la periodista Soledad Onetto, anteriormente por Álvaro Escobar. Se estrenó el lunes 11 de marzo de 2013 con un promedio de 9,2 puntos de índice de audiencia quedando primero en su horario y alcanzando un clímax de 13 puntos.

## Concepto
El programa es un late show quien durante el programa entrevista a distintas figuras del espectáculo, para abordar pasajes de su vida y comentar acontecimientos de la actualidad nacional e internacional. Durante su primera temporada, los viernes estaban dedicados al humor, con invitados pertenecientes al género, y la conducción de Karen Bejarano.
En 2014 se emite de lunes a jueves, cambiando su formato a una entrevista íntima junto al invitado. Asimismo, se sumó una nueva edición para los días viernes denominada Más vale tarde, siempre hay tiempo para la cultura dedicada a indagar en personajes ajenos al espectáculo. Posteriormente se emitió los domingos bajo el nombre de Más vale tarde cultural.
Desde enero de 2016 a mayo del mismo año, estuvieron recordando las entrevistas más destacadas del programa.
En 2017 el programa deja de grabarse y su conductor Álvaro Escobar deja Mega. El programa deja de emitirse el 28 de septiembre de 2017.
El 7 de mayo de 2018, y junto con el estreno de Martín, el hombre y la leyenda, el programa vuelve reformulado bajo el nombre de Más vale tarde, las huellas de tu vida, esta vez bajo la conducción de Soledad Onetto, terminando así el 31 de octubre de 2018.
El programa también se ha emitido por la señal de cable hermana Mega Plus.